# Фореу
Фореу (рум. Forău) — село у повіті Біхор в Румунії. Входить до складу комуни Уйляку-де-Беюш.
Село розташоване на відстані 394 км на північний захід від Бухареста, 45 км на південний схід від Ораді, 106 км на захід від Клуж-Напоки, 129 км на північний схід від Тімішоари.

## Населення
За даними перепису населення 2002 року у селі проживала 1001 особа, з них 1000 осіб (99,9%) румунів. Усі жителі села рідною мовою назвали румунську.